# FK Ljuboten Tetovo
FK Ljuboten (makedonski: ФK Љуботен) sjevernomakedonski je nogometni klub iz Tetova. Trenutno se natječe u zapadnoj skupini treće makedonske lige.

## Povijest
Osnovan 28. ožujka 1919. godine, FK Ljuboten je najstariji klub u Sjevernoj Makedoniji. FK Ljuboten je bio smješten u sjevernom Tetovu. Ime je dobio po vrhu Šar-planine, Ljubotenu. Kroz veći dio nogometnog razdoblja pod Kraljevinom i socijalističkom Jugoslavijom, klub se oslanjao na lokalne talente, a financirali su ga mještani i grad Tetovo. Za 100. rođendan kluba klub je pristupio Club of Pioneers (svjetska mreža najstarijih neprekinutih nogometnih klubova iz svake zemlje).

## Suparništvo
Rival FK Ljuboten je FK Teteks. Rivalstvo reflektira društvene i klasne razlike navijača dotičnog kluba. Pristaše Ljubotena samo su građani Tetova, pretežno Makedonci. Navijači Teteksa dio su radničke klase. Teteks je osnovala istoimena tvrtka. Osim u Tetovu, Teteks ima navijače po cijeloj Sjevernoj Makedoniji.

## Uspjesi
Druga makedonska nogometna liga
- 1993./94.

## Vanjske poveznice
- Stranica kluba na macedonianfootball.com